# Times Square Building (Rochester)
Il Times Square Building è un grattacielo in stile Art déco di Rochester, città dello Stato di New York. Progettato da Ralph Thomas Walker dello studio Voorhees, Gmelin, and Walker, l'edificio è alto 79 metri e conta 14 piani, essendo pertanto l'ottavo più alto della città. Un tempo conosciuto come il Genesee Valley Trust Building, il grattacielo presenta sulla sua cima quattro ali di alluminio alte 13 metri note come le "Ali del progresso", ciascuna delle quali pesa 5.400 chili.